# أرجونا

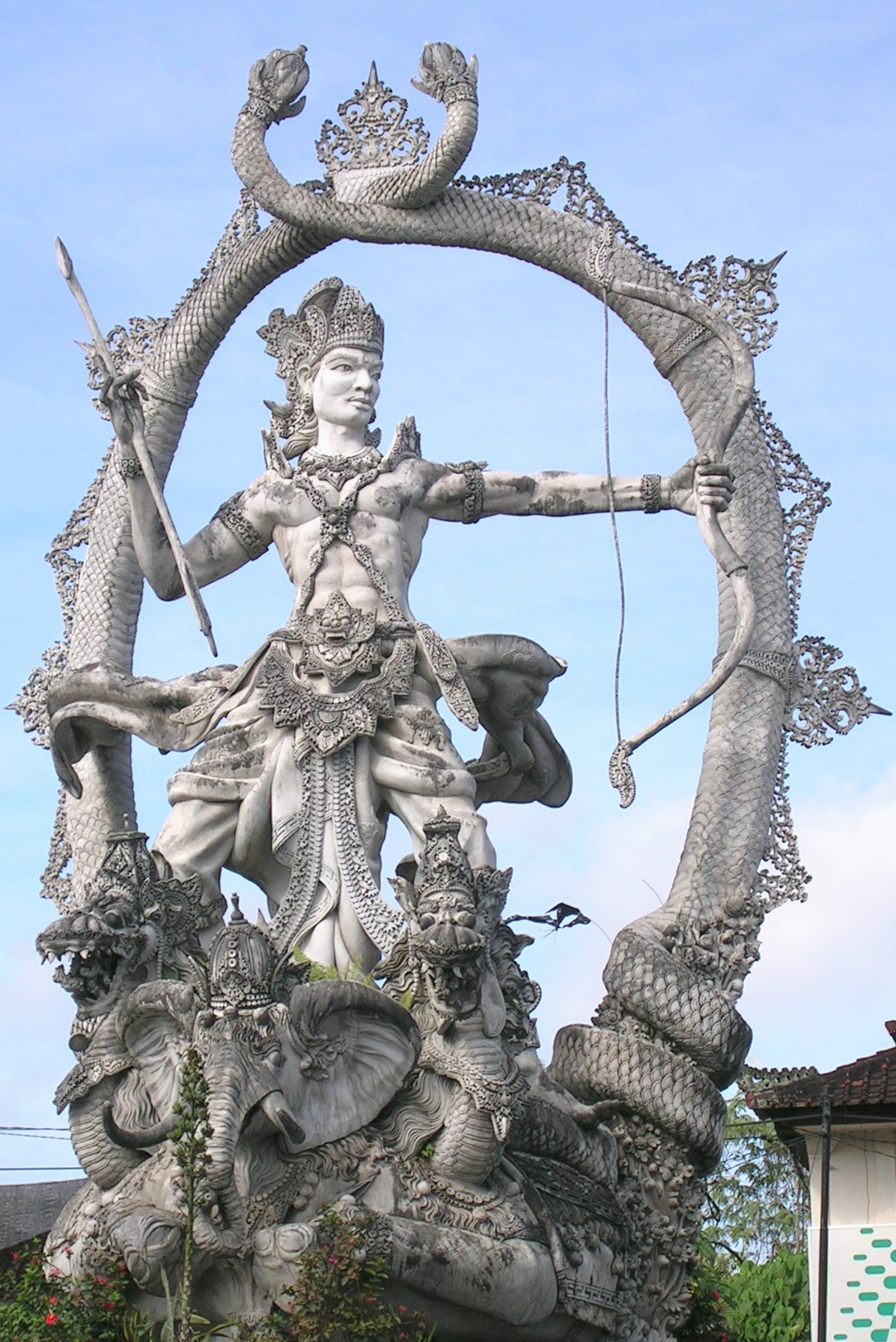
تمثال يمثل أرجونا في شارع في بالي

أرجونا (بالإنجليزية: Arjuna) هو ثالث الباندفيين، وبالنسبة لكريشنا، يُعتبر بطل الملحمة الهندية مهابهاراتا. وهو يلعب دور المستمع في النصوص الهندية المقدسة، البهاغافاد غيتا، التي هي محادثة فلسفية بين أرجونا وكريشنا. وأرجونا يُعتبر أفضل الرماة ومحاربًا منقطع النظير من قِبل العديد من الشخصيات في المهابهاراتا مثل بهيشما، ودرونا، وكريشنا، وفيدورا، ونارادها الحكيم، ودهيريثاراشترا، وقد لعب دورًا مهمًا في تأكيد هزيمة الكوروفيين في حرب كوروكشيترا. وهو البطل الوحيد غير المهزوم في المهابهاراتا. وكان أرجونا تجسيدًا لنارار، الذي جنبًا إلى جنب مع تجسيدات نارايانا، وكريشنا، شكلوا فلسفة الدارما في يوجا دفابارا.

## الولادة والسنوات الأولى

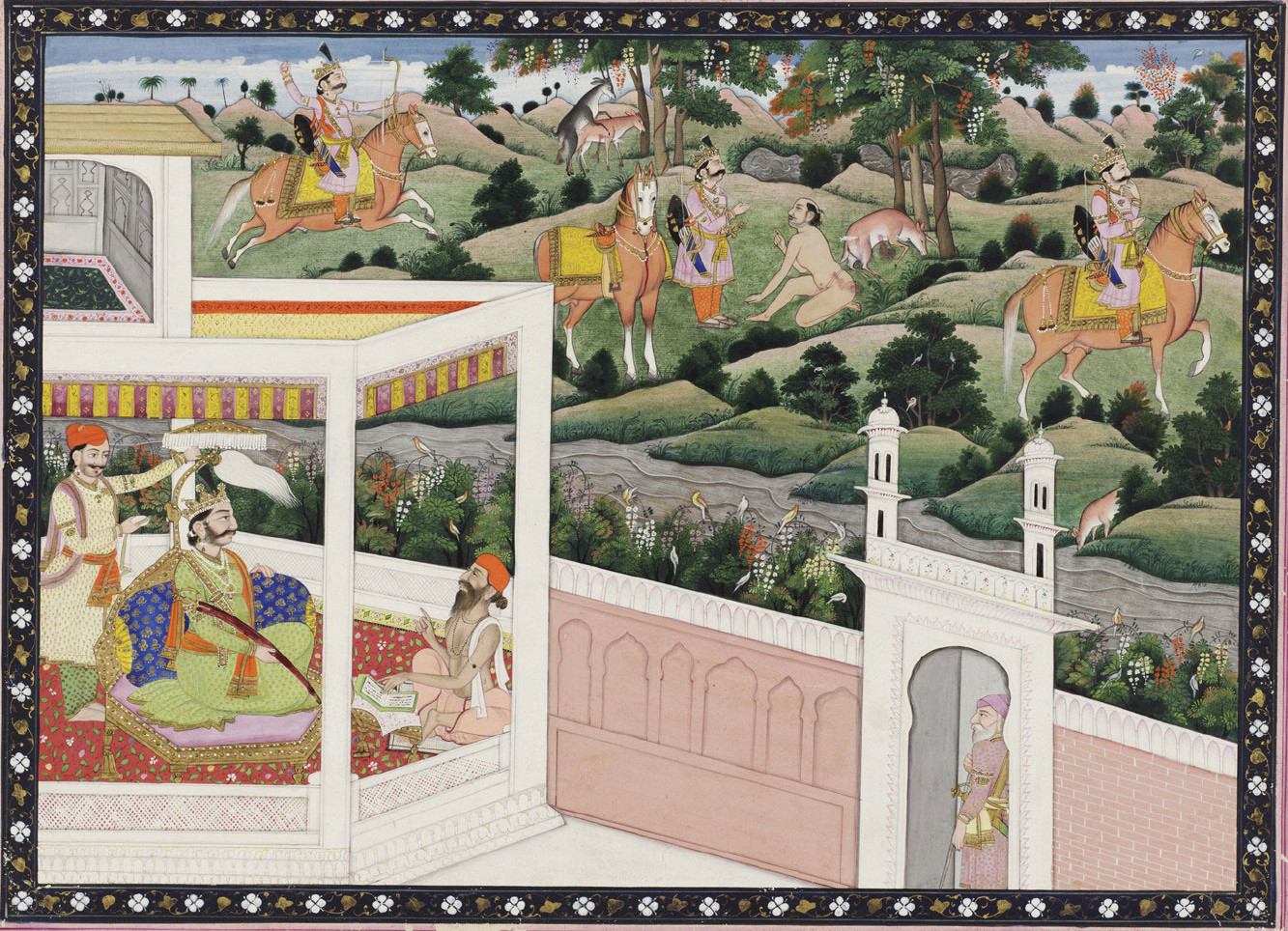
باندو يطلق السهام الكنداما الجاينية

في مرة، كان براهمان ريشي يسمى كينداما وزوجته يمارسون الحب في الغابة، عندما قام والد أرجونا، باندو، بإطلاق النار عليهما، مُعتقدًا أنهما غزالان. وقبل الموت، لعن كنداما الملك، بأن يموت حين يشترك في الجِماع. وبسبب هذه اللعنة، لم يقدر باندو على أن يكون أبًا لأولاد. وككفارة أخرى لعملية القتل، تنازل باندو عن عرش هاستينابورا وتولى أخوه الأعمى دهيريتاراشترا أمور أطلال المملكة.
جنبًا إلى جنب مع الأخوة الباندافاس الآخرين، تم تدريب أرجونا في الدين، والعلوم الإدارية، والفنون الحربية على يد مرشدي الكورو، كريبا ودرونا. وأصبح معلمًا في استخدام القوس والسهم بشكل خاص. وتقع قوة أرجونا في درجات تركيزه الاستثنائية. وفي حادثةٍ مشهورة وقعت تحت وصاية درونا، لم يعتبر درونا أي أحد آخر غير أرجونا، له التركيز الثابت لقتل طائر على شجرة، وأثبت أرجونا صحة كلامه.